# 若さのカタルシス
「若さのカタルシス」（わかさ-）は、 1980年11月1日に発売された郷ひろみ36作目のシングル。

## 概要
毎日放送制作のテレビドラマ『ミセスとぼくとセニョールと!』の挿入歌となった作品。「カタルシス」という古代ギリシャ詩学、および現代心理学の用語をタイトルに引用した日本歌謡史上初めての作品。ちなみに「ザ・ベストテン」にランクインされた際には、「カタルシス」の意味がテロップ表示された。

## 収録曲
全曲　作詞:阿木燿子／作曲:都倉俊一／編曲:萩田光雄
1. 若さのカタルシス（3分38秒）
2. 魔女裁判

## カヴァー
- 2000年、及川光博（シングル「CRAZY A GO GO!!」のカップリング曲として収録。）